# Rắn râu
Rắn râu (danh pháp hai phần: Erpeton tentaculatum) là một loài rắn bản địa Đông Nam Á, theo truyền thống được xếp trong phân họ Homalopsinae của họ Colubridae, nhưng gần đây được coi là thuộc họ Rắn ri (Homalopsidae). Nó là loài duy nhất trong chi này. Chúng là loài nổi bật với bộ phận trước miệng như hai sợi râu.

## Đặc điểm
Nó là loài khá nhỏ, dài trung bình khoảng 50 đến 90 cm. Loài rắn này ở từ đầu mũi chúng mọc ra hai xúc tu trông như hai sợ râu. Chúng sử dụng cặp xúc tu này như một loại mồi nhử thu hút các loài cá đến gần. Giống như một người câu cá, chúng chỉ việc bất động một chỗ, chờ những con cá tự bơi đến trước mặt để bắt. Chúng là loài rắn độc, nhưng lượng nọc và độc tố không đủ để gây nguy hiểm cho con người. Một số người bị loài rắn này cắn đã rơi vào trạng thái buồn ngủ trong nhiều giờ sau khi bị cắn nhưng không có triệu chứng đáng ngại nào.

## Phân bố
Đây là loài bản địa của Đông Nam Á, loài rắn này có thể được tìm thấy ở Thái Lan, Campuchia và Việt Nam. Tại Việt Nam, loài rắn này sinh sống ở Bình Dương, Bình Phước, Tây Ninh, Long An (Tân Thạnh, Long An), Kiên Giang. Chúng sinh sống trong khu vực nước đục ở hồ, đồng lúa, và các dòng di chuyển chậm, và có thể được tìm thấy trong nước ngọt, nước lợ và nước mặn. Một ví dụ điển hình của môi trường sống của nó là hồ Tonlé Sap ở trung bộ Campuchia, nó sinh sống trong nước có chứa phù sa nhiều và có một số lượng cá lớn.
Chúng có thể ở dưới nước trong khoảng 30 phút mà không cần ngoi lên lấy không khí. Chúng chỉ có thể di chuyển vụng về trên đất. Trong thời kỳ khô vào ban đêm, chúng có thể đào hang trong bùn. Con non phát triển noãn thai sinh và được sinh ra dưới nước. Việc săn mồi được chúng thực hiện thông qua một phương pháp phục kích độc đáo. Rắn xúc tua dành nhiều thời gian của chúng trong một tư thế không cử động. Đuôi được sử dụng để giữ chặt nó dưới nước trong khi cơ thể của nó giữ một hình dáng lôn ngược hình chữ "J". Phạm vi tấn công là một khu vực hẹp xuống từ đầu của nó, một phần về phíai cơ thể của nó. Khi một con cá bơi trong vùng đó con rắn sẽ tấn công bằng cách kéo bản thân nó xuống trong một chuyển động nhanh về phía con mồi.

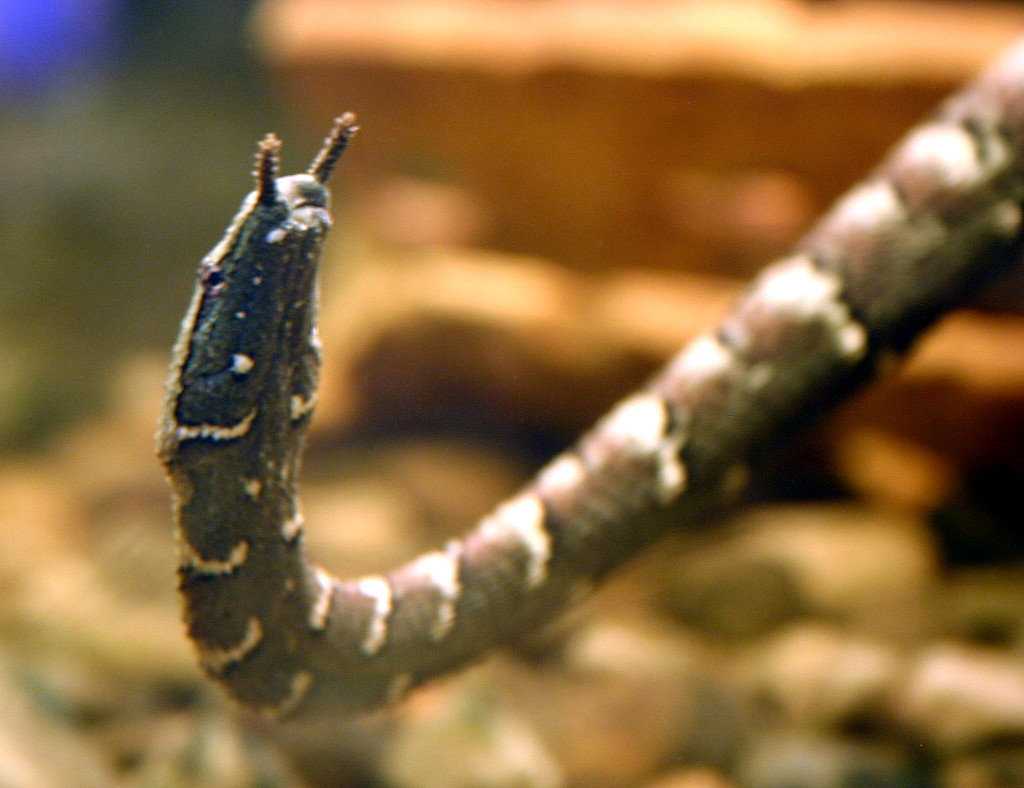

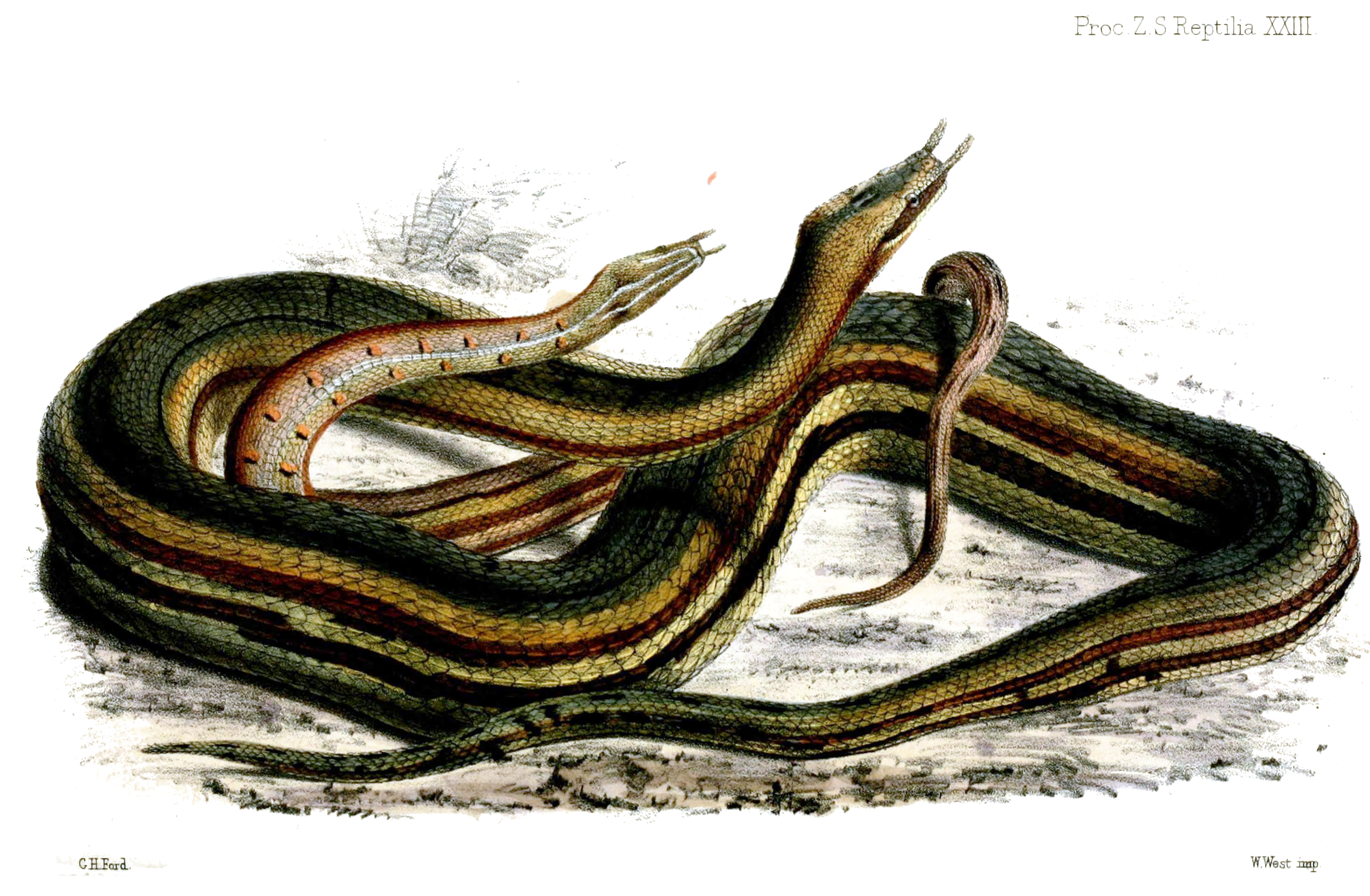

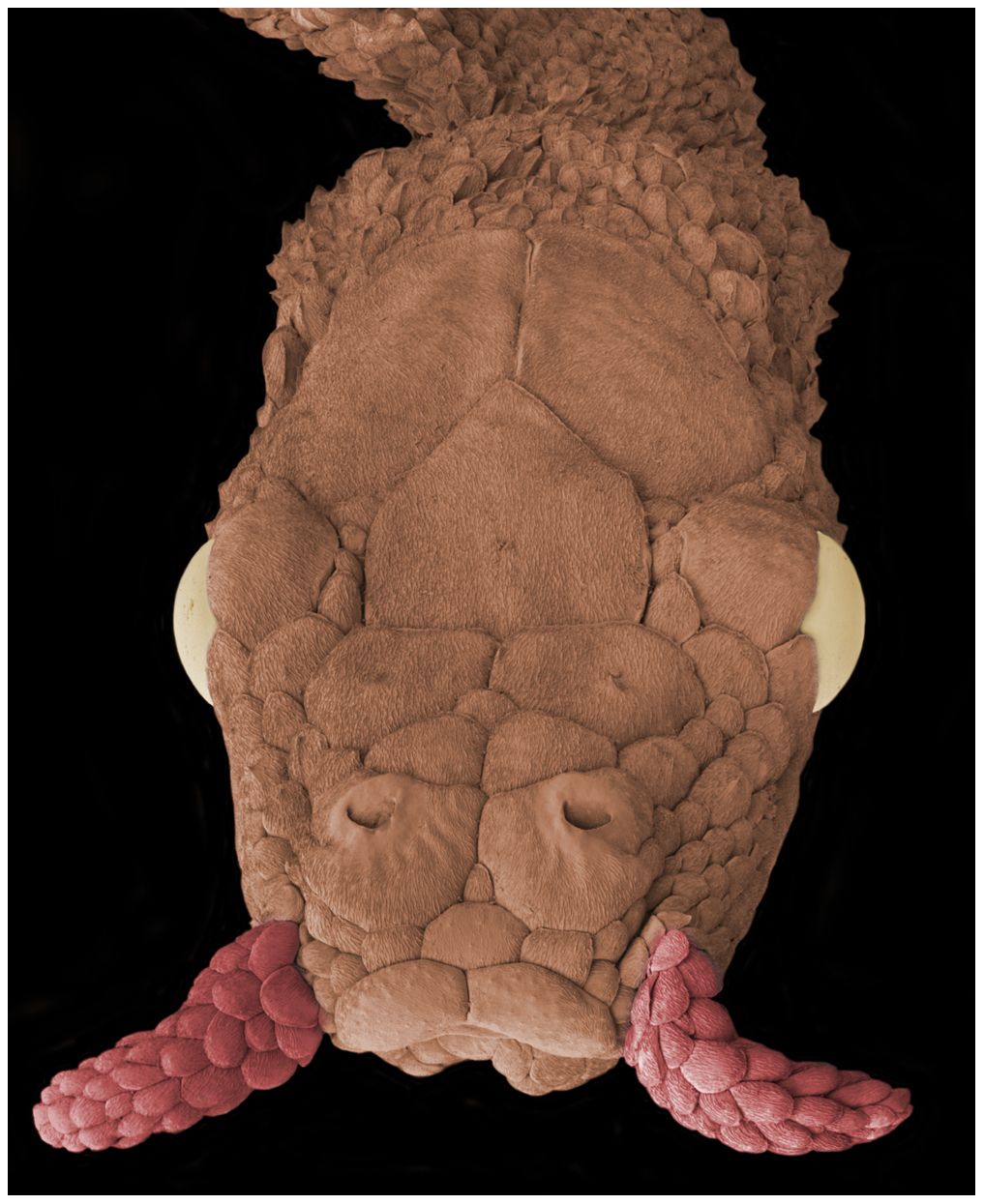
Đầu rắn râu